# The Arockalypse
The Arockalypse — третий и самый успешный студийный альбом хеви-метал-группы Lordi, вышедший в 2006 году. Этот альбом содержит песню «Hard Rock Hallelujah», с которой группа победила на конкурсе песни «Евровидение» в 2006 году. Альбом стал трижды платиновым в Финляндии и золотым в Швеции, Германии и Греции. В чартах Финляндии, Греции и Швеции он добрался до первых мест, а в Германии, Эстонии и Швейцарии был замечен в десятках лучших. На обложке изображён басист OX, но на самом деле все басовые партии на альбоме сыграл Kalma, о чём сказано во вкладыше внутри.

## Приглашенные гости
Для записи The Arockalypse были приглашены такие звёзды как Ди Снайдер и Jay Jay French из Twisted Sister, Удо Диркшнайдер (во вкладыше его имя было написано как «Ado») из Accept и Брюс Кулик из Kiss.

## Список композиций
1. «SCG3 Special Report» (при участии Ди Снайдера в роли представителя команды монстров) — 3:46 (Mr. Lordi/Kita)
2. «Bringing Back the Balls to Rock» — 3:31 (Mr. Lordi)
3. «The Deadite Girls Gone Wild» — 3:45 (Mr. Lordi/Kita/Tracy Lipp)
4. «The Kids Who Wanna Play with the Dead» — 4:07 (Mr. Lordi)
5. «It Snows in Hell» (при участии Брюса Кулика, исполнившего партию соло-гитары) — 3:37 (Mr. Lordi/Kita/Lipp)
6. «Who’s Your Daddy?» — 3:38 (Mr. Lordi)
7. «Hard Rock Hallelujah» — 4:07 (Mr. Lordi)
8. «They Only Come Out at Night» (при участии Удо Диркшнайдера в качестве второго вокалиста) — 3:39 (Mr. Lordi/Amen)
9. «Chainsaw Buffet» (при участии Джей Джей Френча как соло-гитариста) — 3:47 (Mr. Lordi)
10. «Good to Be Bad» — 3:30 (Mr. Lordi)
11. «The Night of the Loving Dead» — 3:08 (Mr. Lordi)
12. «Supermonstars (The Anthem of the Phantoms)» — 4:04 (Mr. Lordi)

## Бонус издание
В ноябре 2006 The Arockalypse был повторно выпущен в Финляндии как специальное издание, которое включало 3 дополнительных песни и DVD. Эта версия была также первым альбомом Lordi, который был выпущен в США.
Бонус песни:
1. «Would You Love a Monsterman?» (версия 2006 года)
2. «Mr. Killjoy»
3. «Evilove»

DVD:
- «Live at Market Square»
- «Hello Athens»
- Клипы: «Who’s Your Daddy?», «Hard Rock Hallelujah» и «Would You Love a Monsterman?» (2006)

## Винил
В 2007 году состоялся ограниченный выпуск The Arockalypse на виниле в США, который был доступен в четырёх версиях: чёрный, белый, синий, с красными брызгами. Альбом состоит из двух пластинок и включает все песни со специального издания и три концертных трека на стороне D:
1. «Devil Is a Loser (Live)»
2. «Hard Rock Hallelujah (Live)»
3. «Would You Love a Monsterman? (Live)»